# Andrzej Czampski
Andrzej Czampski (Cząbski, Czampski, Czempski, Czumski) herbu Grzymała (zm. przed 15 września 1602 roku) – podsędek dobrzyński w latach 1576–1596.
Poseł ziemi dobrzyńskiej na sejm 1567 roku, sejm koronacyjny 1574 roku, sejm koronacyjny 1576 roku.